# John Worgan
John Worgan (1724–24 août 1790) est un organiste et un compositeur d'origine galloise. Il est particulièrement connu pour avoir joué de l'orgue à Vauxhall Garden, réputé pour être le jardin des plaisirs de Londres au milieu du XVIIIe siècle.